# Phare d'Año Nuevo
Le phare d'Año Nuevo était un phare situé sur l'île d'Año Nuevo, au large du littoral entre Santa Cruz et San Francisco, dans le Comté de San Mateo (État de la Californie), aux États-Unis.

## Histoire
C'était une tour carrée avec une lanterne construite en 1872, avec un groupe de bâtiments environnants. La station a été désactivée en 1948. La tour a été démantelée au début du 21e siècle car elle commençait à se détériorer et devenait un danger pour la faune résidente. 
L'île est maintenant gérée par lUniversity of California Natural Reserve System (en). L'accès de lAño Nuevo State Park (en) est réservé aux membres des équipes de recherche agréées et fermé au public. Les bâtiments en état servent pour les équipes du centre de recherche scientifique.
Le phare a été remplacé par une balise-bouée (USCG 6-0315).
Identifiant : ARLHS : USA-017 .

### Lien connexe
- Liste des phares de la Californie